# 中国沙棘
中国沙棘（学名：Hippophae rhamnoides subsp. sinensis）是胡颓子科沙棘属沙棘的亚种。分布在中国大陆的青海、甘肃、四川、山西、河北、陕西、内蒙古等地，生长于海拔800米至3,600米的地区，一般生于谷地、干涸河床地、山坡、温带地区向阳的山嵴、沙质土壤、多砾石和黄土上，目前尚未由人工引种栽培。

## 别名
醋柳（山西），黄酸刺、酸刺柳（陕西），黑刺（青海），酸刺（内蒙古）

## 异名
- Hippophae rhamnoides L. ssp. gyantsensis Rousi
- Hippophae rhamnoides L. ssp. sinensis Rousi
- Hippophae rhamnoides L. ssp. turkestanica Rousi
- Hippophae rhamnoides L. ssp. yunnanensis Rousi
- Hippophae rhamnoides L. var. mongolica Rousi
- Hippophae rhamnoides L. var. procera Rehd.
- Hippophae yunnanensis Rousi

## 外部連結
- 中國沙棘 Zhongguoshaji（页面存档备份，存于） 藥用植物圖像數據庫 (香港浸會大學中醫藥學院) （繁體中文）（英文）